# Secondo Pia

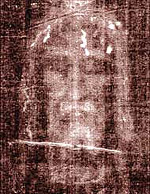
Secondo Pia: negativ snímku Turínské plátno, květen 1898

Secondo Pia (9. září 1855 Asti – 7. září 1941) byl italský právník a amatérský fotograf. Nejznámější je díky svému snímku Turínského plátna, který pořídil 28. května 1898 a byl vůbec prvním, kdo toto plátno fotografoval.

## Životopis
Pia se narodil v Asti, Piemonte, a ačkoli byl právníkem, zajímal se o umění i vědu. Od začátku 70. let zkoumal nové technologie fotografie. V roce 1890 pracoval jako městský radní a byl členem klubu amatérských fotografů v Turíně. Byl v Turíně jako fotograf dobře známý a několik z jeho snímků jsou nyní součástí historické sbírky v turínském muzeu Turin Cinema Museum. Může být také považován za průkopníka v oblasti fotografování za použití elektrických žárovek v 90. letech, neboť žárovky na konci devatenáctého století byly technickou novinkou. Thomas Edison spolehlivé žárovky vynalezl teprve v roce 1879.

## Příležitostný fotograf
Okolnosti, za kterých Secondo Pia nevědomky udělal první krok na poli moderní sindonologie, byly velmi neobvyklé.
V roce 1898 město Turín slavilo 400. výročí Turínské katedrály a také 50. výročí Ústavy (Statuto Albertino) z roku 1848. V rámci oslav byla naplánována také výstava sakrálního umění. Vzhledem k tomu, že veřejné vystavení Turínského plátna by vyžadovalo povolení krále Umberta I., chtěli organizátoři aby namísto vystavení originálu dva umělci namalovali realistické repliky. Tyto obrazy skutečně vznikly, ale nikdy jako součást výstavy použity nebyly.
Šéf výstavní komise Baron Manna požádal krále o veřejný projev, a také požádal o právo na fotografie plátna s pomocí Seconda Pia, za účelem propagace výstavy. K překvapení všech umělců, kteří maloval realistické repliky, král schválil veřejné vystavení Plátna na výstavě, a později také dovolil, aby mohlo být fotografováno. Je zapotřebí mít na paměti dvě skutečnosti: první, že v té době Savojští měli sídlo v Turíně, a plátno se již v Turíně nacházelo, protože patřilo králi. Za druhé, v tu chvíli nikdo netušil, že se objeví na plátně ještě zřetelnější převrácený obraz tváře, který pro svou slabou kresbu nemohl být pozorován pouhým okem.
Secondo Pia byl překvapen, když byl v tak pozdním termínu jmenován oficiálním fotografem pro propagaci výstavy. Osmidenní výstava právě začínala, což bylo příliš pozdě na to, aby se snímek stal součástí reklamní kampaně. Přesto však využil příležitosti, aby pořídil vůbec první fotografii Turínského plátna.

## Slavná fotografie

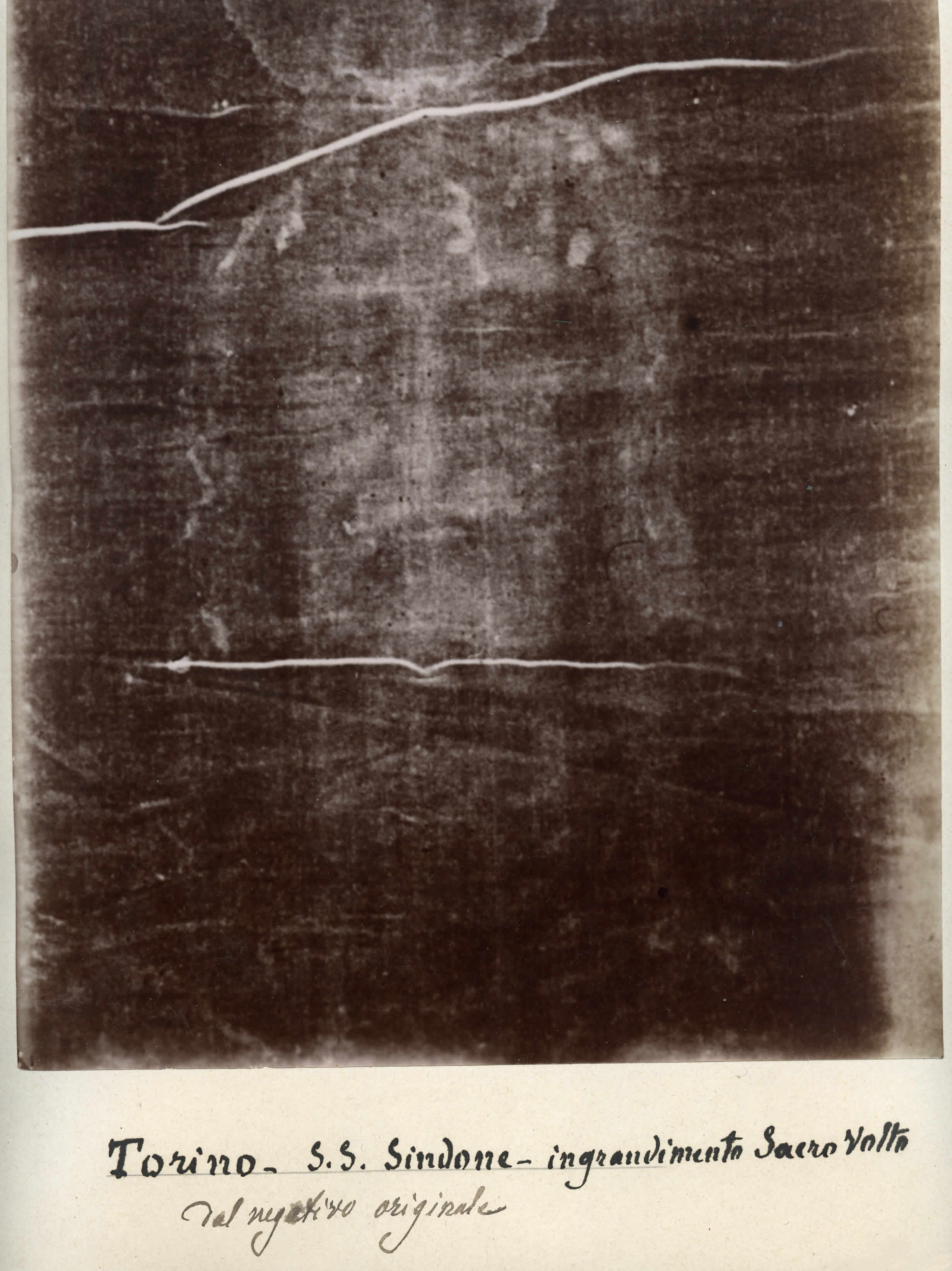
Secondo Pia: negativ fotografie Turínského plátna, 28. května 1898

Dne 25. května 1898 hned po slavnostním zahájení výstavy během polední přestávky, začal Pia v Turínské katedrále připravovat techniku. Fotografování byli přítomni ještě dva lidé: páter Sanno Salaro a šéf bezpečnosti katedrály, poručík Felice Fino. Nejednalo se však o jednu z prvních příležitostí, kdy se při fotografovaní využila elektrická žárovka, umělé osvětlení použil již v roce 1884 George Bretz.
Logistika organizace fotografické akce a potřebné vybavení byly pod vedením Seconda Pia, podařilo se mu sehnat dvě žárovky o výkonu každé asi 1000 jednotek candela. Vzhledem k tomu, že v chrámu nebyla elektřina, musel Pia světla napájet z přenosného generátoru. Sotva se mu podařilo vyrovnat se s vysokými teplotami vládnoucím toho roku na konci května bylo fotografování přerušeno otevřením dveří katedrály po polední pauze. Výsledky této fotografické však nebyly příliš úspěšné, jak se ukázalo po vyvolání fotografických desek.
Večer 28. května 1898 se Pia do chrámu vrátil na druhou návštěvu asi ve 21:30 a tentokrát se mu podařilo pořídit o několik expozic více. Na základě předchozího experimentu z 25. května pořídil různé expoziční časy a měnil osvětlení. Kolem půlnoci se tři muži vydali desky vyvolat. Pia později řekl, že v temné komoře z šoku málem upustil a rozbil skleněnou fotografickou desku z toho, co v ten okamžik spatřil: na negativu byl rozpoznatelný obraz muže s obličejem, který při pozorování plátna pouhým okem nebyl patrný. Ten večer začalo tajemství obrazu spojeného s tváří Ježíše Krista.

## Následný vývoj

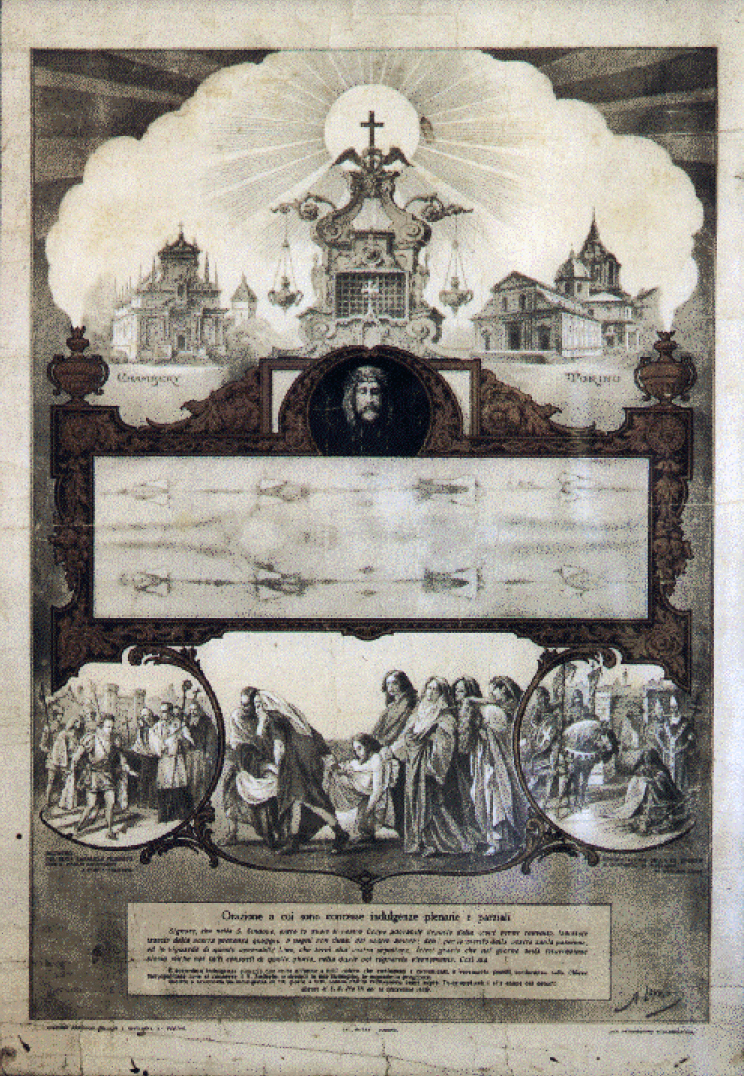
Reklamní plakát z roku 1898 na výstavu plátna v Turíně. Piova fotografie byla pořízena příliš pozdě na to, aby se stala součástí plakátu. Ilustrace na plakátu obsahují malované obličeje, které nejsou podle jeho fotografií.

Dne 2. června 1898 výstava skončila a plátno se vrátilo do své rakve v Královské kapli. Janovské noviny Il Cittadino otiskly Piovu fotografii 13. června, tedy jeden den poté, co se příběh objevil v celostátních novinách Corriere Nazionale. Dne 15. června otiskly příběh vatikánské noviny Osservatore Romano.
V dalších několika letech probíhala celá řada debat nad Piovou fotografií, s různými sugescemi o nadpřirozeném původu ale byl také obviňován za chyby ve své práci, upravování snímků, atd.
Jedna definitivní podpora Seconda Pia nakonec přišla v roce 1931, kdy profesionální fotograf Giuseppe Enrie plátno také fotografoval a jeho závěry Pia podporovaly. Když byla Enriova fotografie poprvé vystavena, Secondo Pia ve svých sedmdesáti letech, byl na výstavě mezi přítomnými. Pia si údajně hluboce vydechl úlevou, když viděl Enrieho fotografii.
Vědecké a náboženské diskuse a debaty o původu obrazu, který fotografoval Pia, však pokračovaly i poté.
Ze strany náboženství v roce 1939 Piův negativ použila sestra Marie Pierina De Micheli, jeptiška v Miláně, na minci (medaili) Svatá Tvář, jako součást katolické oddanosti Svaté Ježíšově Tváři. Papež Pius XII. s touto zbožností i medailí souhlasil a v roce 1958 vyhlásil svátek Svaté Ježíšovy Tváře jako masopustní úterý (úterý před Popeleční středou) pro celou Římskokatolickou Církev. U příležitosti 100. výročí první fotografie Seconda Pia, v neděli 24. května 1998 papež Jan Pavel II. navštívil katedrálu v Turíně. Ve svém projevu v ten den řekl, že "Plátno je obrazem Boží Lásky i lidského hříchu" a nazval Plátno "ikonou utrpení nevinných v každém věku".
Ze strany vědecké v roce 2004 publikoval optický věstník Fyzikálního ústavu v Londýně recenzi o nových zobrazovacích metodách používaných během restaurování plátna v roce 2002. „Horká“ vědecká debata o fotografii a plátnu pokračuje do dnešních dnů na mezinárodních konferencích po celém světě.